# Токари (Сумский район)
Токари (укр. Токарі) — село, Токаревский сельский совет,
Сумский район, Сумская область, Украина.
Код КОАТУУ — 5924788301. Население по переписи 2001 года составляло 1848 человек.
Является административным центром Токаревского сельского совета, в который, кроме того, входят сёла
Зацарное и
Червоная Диброва.

## Географическое положение
Село Токари находится в 2 км от города Сумы и в 22 км от границы с Россией. До административной границы Киева по дорогам расстояние — 323 км, до центра Киева — 342 км.
По селу протекает пересыхающий ручей с тремя запрудами-ставами. Длина ставов — 725, 680 и 1200 метров, ширина варьируется от 120 до 220 метров.
Ранее существовало два села: Токари и Малая Чернетчина (Монастырёк), впоследствии объединённые в одно — Токари. Поэтому сейчас Токари достигают в длину 5,5 км, ширина — от 330 метров до 2,5 км.

## История
- Село Токари впервые в исторических документах упоминается в 1732 году. Село Малая Чернетчина, которое в настоящий момент слилось с селом Токари[3], основано в 1672 году. Одним из богатейших господ был некий Игнатьев. Его имение стояло на холме, на месте современной улицы Комсомольской. К 1941 году в здании поместья Игнатьева действовала школа-интернат для детей-сирот.
- Вблизи Токарей обнаружено поселение и найден деревянный плуг скифских времен (VI—IV вв. до н. э.).
- В 60-х годах XVIII века в Малой Чернетчине в здании полуразрушенного ныне монастыря жил Г. С. Сковорода.
- В XIX веке село Токари было в составе Чернетчинской волости Сумского уезда Харьковской губернии. В селе была Димитриевская церковь[4].
- В годы Великой Отечественной войны село Токари было полностью сожжено фашистами.
- В 60-е годы 20 века существовало разделение на районы: Березняк, Волк, Смагинское, Дудчино, Галушчино, Торфяник, «Советское».

## Транспорт
Единственный вид транспорта в Токарях — автомобильный. Из села в Сумы ходит автобус.

## Экология
В 1,3 км к востоку от села находится свалка отходов ОАО «Сумыхимпром», получаемых при производстве удобрений (фосфогипс).

## Адрес местного совета
42334, Сумская область, Сумский район, с. Токари, ул. Комсомольская, 2

## Объекты социальной сферы
- Дом культуры

## Достопримечательности
- Остатки колокольни Всесвятского надвратного храма (освящён в 1760 году) Сумского Успенского мужского монастыря (упразднён в 1788 году) — расположены в восточной части села как раз в центре бывшей Малой Чернетчины[2][5].

## Известные люди
- Здесь провёл свои последние дни Иаков (Шубский) — благотворитель и архимандрит Русской православной церкви[6].